# Andreas Maurer (Tennisspieler)
Andreas Maurer (* 8. März 1958 in Gelsenkirchen-Buer) ist ein ehemaliger deutscher Tennisspieler.

## Leben
Er gehörte Ende der 1970er bis Mitte der 1980er Jahre zu den besten deutschen Tennisspielern. In der Tennis-Bundesliga war er von 1980 bis 1990 für den TC Blau-Weiß Neuss aktiv. 1985 spielte er auch in jenem deutschen Daviscup-Team, welches das Endspiel gegen Schweden erreichte, den Heimvorteil dabei aber letztlich nicht nutzen konnte.
Nach seiner aktiven Karriere war Maurer zunächst als Tennistrainer im Profitennis tätig. Bis 2009 betrieb Andreas Maurer die Tennisschule New Tennis Generation zusammen mit Marc-Kevin Goellner. 2009 gründete er die Tennisbase International, die er seitdem betreibt.

## Erfolge
| Legende (Anzahl der Siege) |
| Grand Slam                 |
| ATP-Weltmeisterschaft      |
| ATP Masters Series         |
| Grand Prix (3)             |

| ATP-Titel nach Belag |
| Hartplatz (0)        |
| Sand (3)             |
| Rasen (0)            |

### Einzel

#### Turniersiege
| Nr. | Datum        | Turnier | Belag | Finalgegner   | Ergebnis |
| --- | ------------ | ------- | ----- | ------------- | -------- |
| 1.  | 19. Mai 1985 | Madrid  | Sand  | Lawson Duncan | 7:5, 6:2 |

#### Finalteilnahmen
| Nr. | Datum              | Turnier   | Belag | Finalgegner    | Ergebnis           |
| --- | ------------------ | --------- | ----- | -------------- | ------------------ |
| 1.  | 14. Juli 1985      | Gstaad    | Sand  | Joakim Nyström | 4:6, 6:1, 5:7, 3:6 |
| 2.  | 28. September 1986 | Barcelona | Sand  | Kent Carlsson  | 2:6, 2:6, 0:6      |

### Doppel

#### Turniersiege
| Nr. | Datum              | Turnier   | Belag | Partner        | Finalgegner                  | Ergebnis      |
| --- | ------------------ | --------- | ----- | -------------- | ---------------------------- | ------------- |
| 1.  | 22. Juli 1984      | Stuttgart | Sand  | Sandy Mayer    | Fritz Buehning Ferdi Taygan  | 7:6, 6:4      |
| 2.  | 14. September 1986 | Genf      | Sand  | Jörgen Windahl | Gustavo Luza Gustavo Tiberti | 6:4, 3:6, 6:4 |

#### Finalteilnahmen
| Nr. | Datum         | Turnier   | Belag | Partner       | Finalgegner                  | Ergebnis |
| --- | ------------- | --------- | ----- | ------------- | ---------------------------- | -------- |
| 1.  | 18. Juli 1982 | Stuttgart | Sand  | Wolfgang Popp | Mark Edmondson Brian Teacher | 3:6, 1:6 |